# Helene Haeusler
Helene Haeusler (geboren 1904 in Metz, Lothringen; gestorben 1987 in Sonneberg, DDR) war eine deutsche Spielzeug-Designerin, die therapeutisches Spielzeug für behinderte Kinder, Jugendliche und Erwachsene entwickelte.

## Leben
Über Helene Haeuslers Kindheit ist wenig bekannt. Sie hatte zwei Geschwister. 1911 zog die Familie nach Magdeburg. Der Vater fiel 1914 im Ersten Weltkrieg, woraufhin die Mutter mit den Kindern zu ihren Eltern nach Kassel zog. Haeusler beendete dort 1921 ihre Schulbildung und lernte zunächst bei Wolfsburg in einem kleineren landwirtschaftlichen Betrieb Haushaltsführung und besuchte danach zwei Semester lang die Textilklasse der Kunstgewerbeschule in Kassel. Auf Wunsch ihres Großvaters folgte sie zunächst nicht ihren künstlerischen Ambitionen, sondern absolvierte am Fröbel-Seminar eine Ausbildung zur Kindergärtnerin (heute Erzieherin), die sie 1924 abschloss. Helene Haeusler hörte danach Vorlesungen in Kunstgeschichte an der Universität Hamburg. Ihren Lebensunterhalt verdiente sie als Verkäuferin in den Hansa-Werkstätten. Von 1925 bis 1927 studierte sie Buch- und Schriftgraphik bei Fritz Helmuth Ehmcke an der Staatsschule für angewandte Künste in München. Während ihrer Ausbildung zeichnete sie Schriften, entwarf Drucksachen und arbeitete mit Holz- und Linoldruck. Sie soll sie in dieser Phase das Logo von Wella-Haarpflege gestaltet haben. Parallel begann sie auch dreidimensional zu arbeiten und fertigte Krippenfiguren und Puppen.
Im Juni 1927 nahm Helene Haeusler ein Arbeitsangebot in Sonneberg an und begann als Directrice für die Puppenfabrik von Martin Eichhorn zu arbeiten. Ein Jahr lang entwarf und nähte sie dort Muster für Puppenkleidung, bewarb sich aber dann bei der renommierteren Spielzeug-Firma Cuno & Otto Dressel. 1931 brachte die Firma die von Helene Haeusler entworfene Puppe „Heinerle“ in zwei Ausführungen (groß und klein) auf den Markt. Von Juli 1932 bis 1934 hatte sie in Sonneberg ihre erste eigene Werkstatt und arbeitete nur noch in Teilzeit bei Cuno & Dressel.
1934 wurde Helene Haeusler in München Mutter einer unehelich geborenen Tochter namens Gabriele, der Vater Otto Gumpert, ein Prokurist bei Cuno & Dressel war verheiratet. Bis 1940 verrichtete die alleinerziehende Mutter in München Gelegenheitsarbeiten als Graphikerin und Entwerferin, aber auch als Schneiderin, Putzfrau und Gärtnerin. Von 1940 bis 1945 leistete sie freiwilligen Hilfsdienst als Haushälterin und Kinderfrau im Haushalt kinderreicher Familien in München. Von 1943 bis 1948 nahm sie sechs Kinder in ihren Haushalt auf, die dann nach Afrika auswanderten.
Von 1945 bis 1954 arbeitete Helene Haeusler als Gutachterin in der Registerstelle für Spielwaren. Ab 1948 arbeitete sie außerdem wieder selbstständig in ihrer Werkstatt in München. Sie wohnte in Schlederloh und verdingte sich auch weiter als Kinderfrau und Wäscherin, weil ihre kleine Puppenproduktion kaum Erträge abwarf, sodass sie in recht ärmlichen Verhältnissen leben musste.
1954 kehrte Helene Haeusler nach Sonneberg zurück und begann dort an der Fachschule für angewandte Kunst als Lehrerin für Spielzeugdesign zu arbeiten. Renate Müller, eine ihrer Schülerinnen, sagte über Helene Häusler: „Sie war vom Bauhaus beeinflusst, einfache Formgebung und Naturmaterialien waren ihr Ideal. Sie hatte ihren Studentinnen schon Ende der Fünfziger Zuckersäcke mitgebracht, aus denen die ersten mit Holzwolle gestopften Rupfentiere entstanden. In Sonneberg, wo sich alles ums Plüschtier drehte, war dieses Material eine Provokation.“
In den sechziger Jahren begann Helene Haeusler spezielles therapeutisches Spielzeug für Kinder mit Behinderungen zu entwerfen. Sie wurde Leiterin der Entwicklungsstelle für therapeutische Spielzeug. Das Spielzeug sollte möglichst robust sein, taktile Erfahrungen fördern und die Fantasie der Spielenden anregen. 1965 ging Haeusler in den Ruhestand, beendete ihre Lehrtätigkeit, um 1966 mit einigen ehemaligen Schülerinnen eine eigene Werkstatt für die Produktion therapeutischen Spielzeugs in Jena („Jenaspiel“) zu gründen. Das Projekt scheiterte jedoch am Widerstand der DDR-Bürokratie, Haeusler wurde die Genehmigung nicht erteilt. Erst ab 1967 gelang es Haeusler, ihre therapeutischen Spielzeuge produzieren zu lassen. Die Sonneberger Firma H. Josef Leven KG erzielte damit große Verkaufserfolge, auch im Export in die Bundesrepublik.
1977 gründete Haeusler in Sonneberg eine Förderwerkstatt, in der geistig behinderte Menschen Puppen nähten und anderes Spielzeug anfertigten. Sie hatte viele Kontakte zu therapeutischen Einrichtungen für Behinderte im DDR-Gebiet und ließ auch in den dortigen Werkstätten Spielzeug produzieren.
Helene Haeusler war Mitglied des Verbands Bildender Künstler der DDR und 1972/1973 auf der VII. Kunstausstellung der DDR in Dresden vertreten.

## Ehrungen
- 1982: Designpreis der DDR
- Benennung einer Förderschule für geistig behinderte Kinder und Jugendliche in Berlin-Pankow[4]

## Rezeption
„Helene Haeusler lebte mit den Problemen – den physischen wie den psychischen – behinderter Menschen, ihre Entwürfe erwachsen aus der persönlichen Bekanntschaft mit ihnen, aus der Beobachtung ihrer Kräfte und Möglichkeiten …“
Dagmar Lüder

## Von Helene Haeusler entworfene Werke (Auswahl)
- Nashorn (1964, gestopfter Rupfen mit Lederbesatz; Produktion durch Leven KG)[6]
- Große Spielwürfel (gestopfter Rupfen mit Lederbesatz; Produktion durch Leven KG)[6]

## Publizierte Aphorismen Helene Haeuslers
Aphorismen zum Spielzeug von Helene Haeusler, aufgeschrieben von Hein Köster. In: Form + Zweck, Berlin, 3/1975, S. 34–36

## Dokumentarfilm
- Spielzeug für die Schwächeren, DEFA-Studio für Dokumentarfilme, Regie: Karlheinz Mund, 1986[7]